# 57 Ceti
57 Ceti är en misstänkt variabel (VAR) i stjärnbilden Valfisken.
57 Ceti har visuell magnitud +5,43 och varierar med 0,012 magnituder och en period av 3,61037 dygn. Den befinner sig på ett avstånd av ungefär 590 ljusår.